# Écrémeuse (lait)
Pour les articles homonymes, voir Écrémeuse.

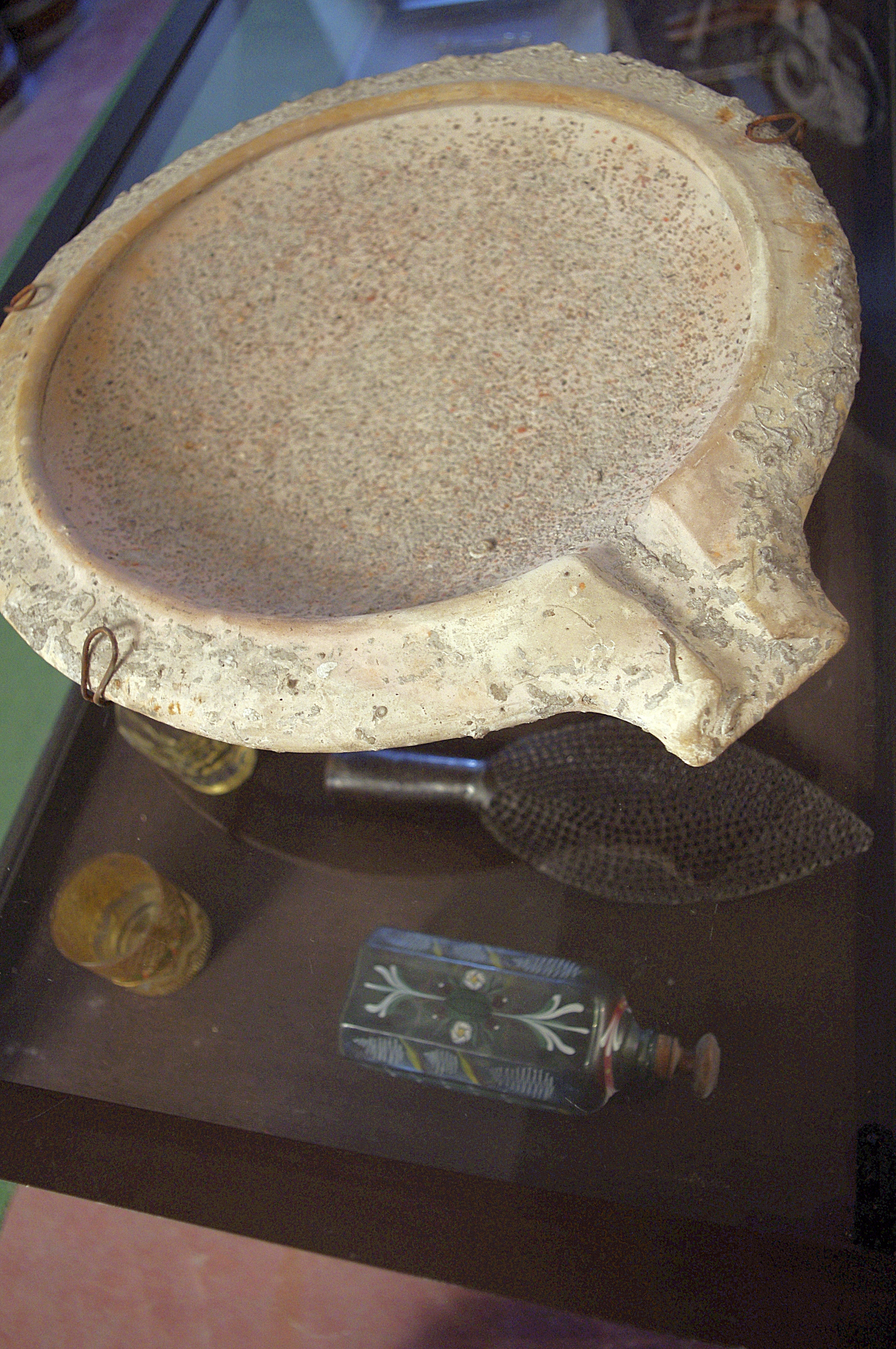
Tèle romaine, IIe siècle

Une écrémeuse est un outil permettant de séparer et extraire la crème du lait.

## Histoire
En 1878, le suédois Gustaf de Laval invente une écrémeuse centrifuge, ou écrémeuse-centrifugeuse, sur un procédé de l'allemand Wilhelm Lefeldt (de). En 1889, AB Separator, la société de Laval, rachète le brevet des disques coniques du baron allemand Clemens von Bechtolsheim, qu'il nomme disques Alfa, et commercialise l'année suivante une nouvelle écrémeuse utilisant ces disques qui améliorent grandement la séparation des composants. En 1894, Laval produit sa première Colibri.
En 1888, le belge Jules Mélotte dépose un brevet d'écrémeuse, et en 1893, est commercialisée celle des allemands Franz Ramesohl et Franz Schmidt. Dès lors, le procédé de séparation centrifuge est appliqué à l'industrie.

## Utilisation
Elle remplace le crémage, l'attente de plusieurs heures pour la remontée de la crème (crème fleurette) par repos du lait.

Le lait cru légèrement chauffé est versé dans l'écrémeuse à assiettes (disques ou plateaux) coniques qui, actionnée, sépare les globules gras (crème) d'un côté et le lait écrémé de l'autre. Cette action d'écrémer est l'écrémage ; elle est réalisée par centrifugation. Avec les machines des années 1990, la matière grasse restant dans le lait écrémé est inférieure à 0,5 g/kg.
La crème crue peut être ensuite utilisée en cuisine, ou pasteurisée pour donner la crème fraîche liquide, qui par l'ajout supplémentaire de ferment lactique forme la crème fraîche. Elle peut également être transformée en beurre à l'aide d'une baratte.
Dans l'industrie laitière, le lait est pasteurisé avant l'écrémage.

## Galerie

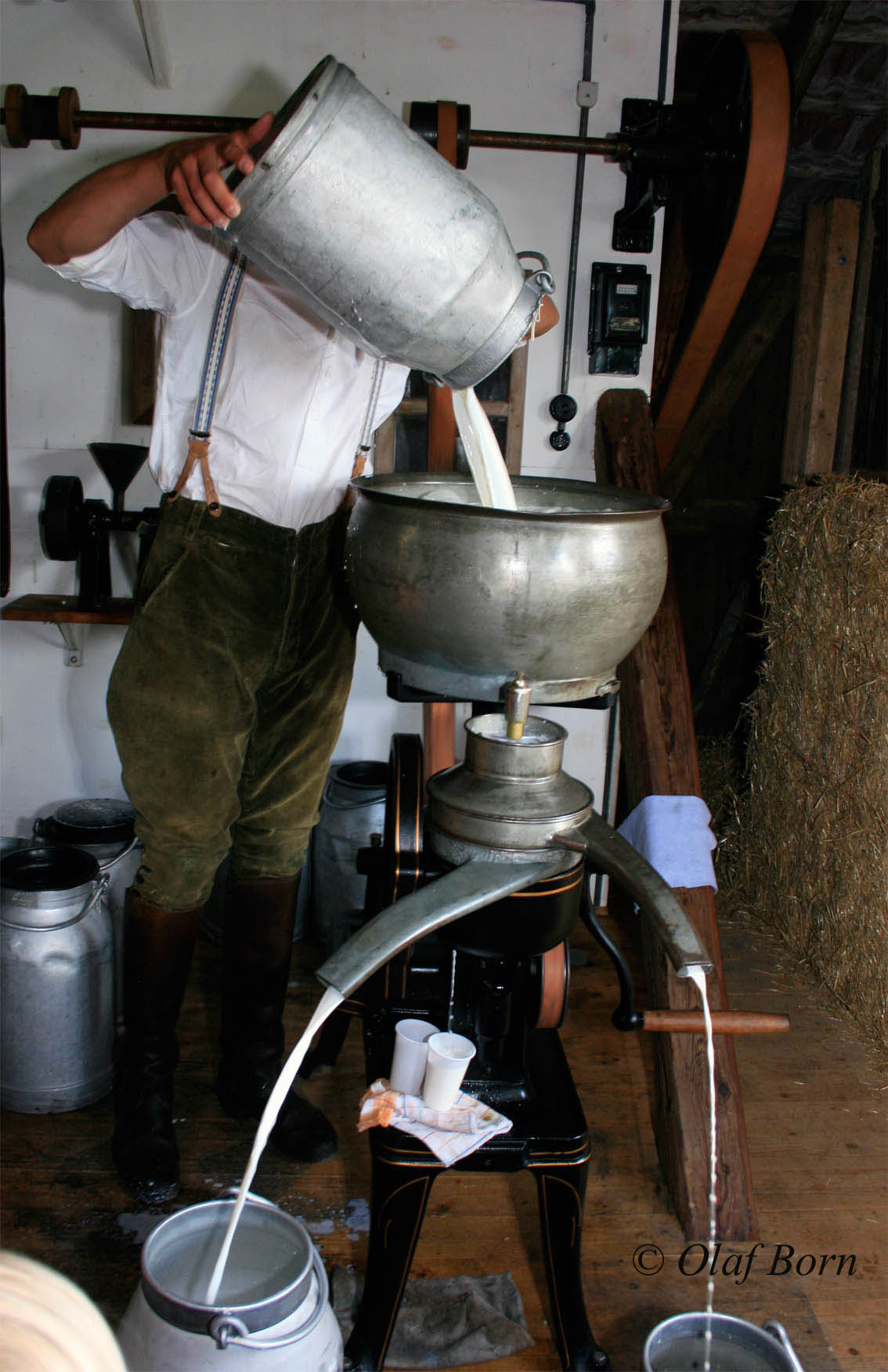
La séparation des fluides
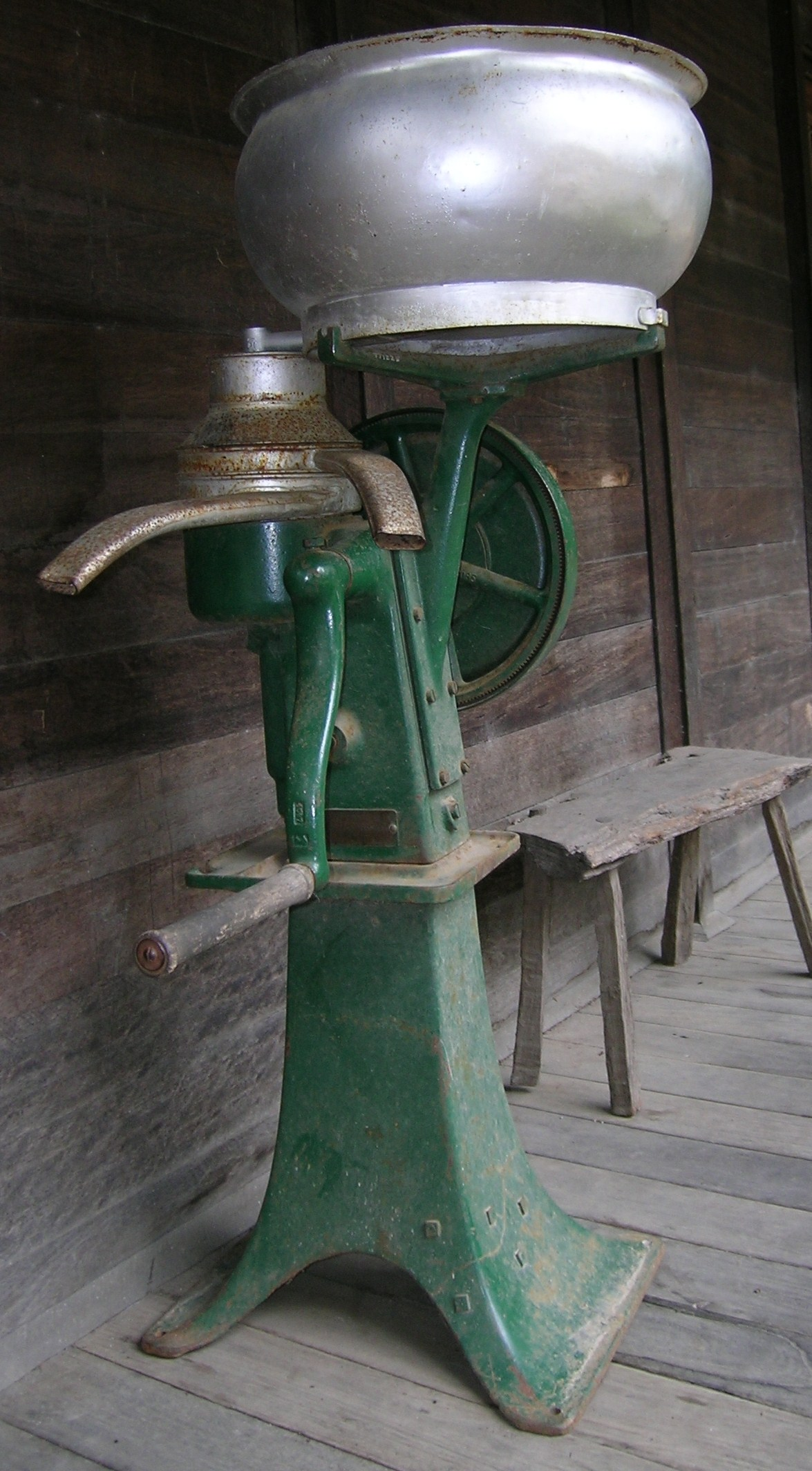
Une écrémeuse Alfa Laval
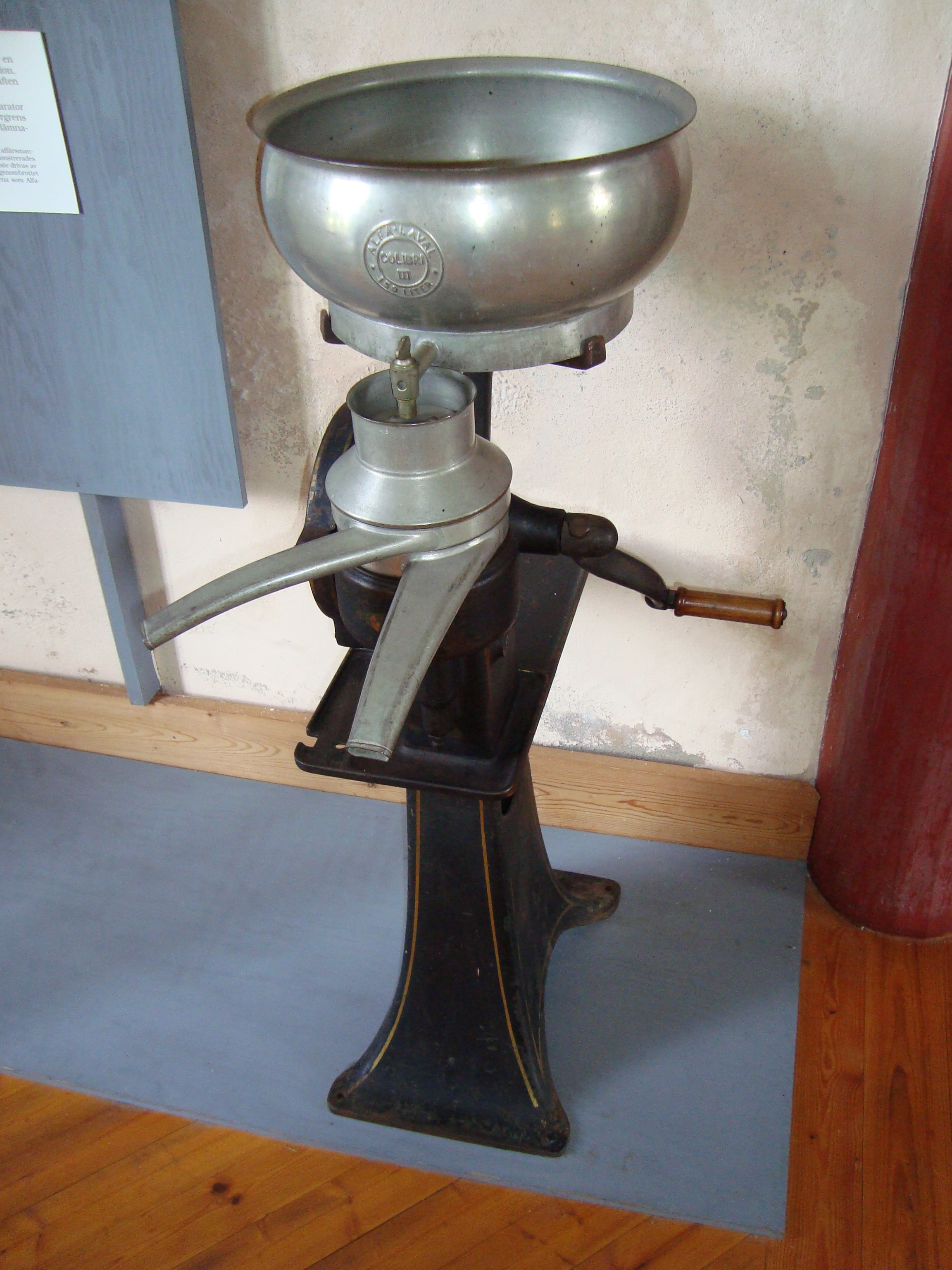
L'Alfa Laval Colibri III
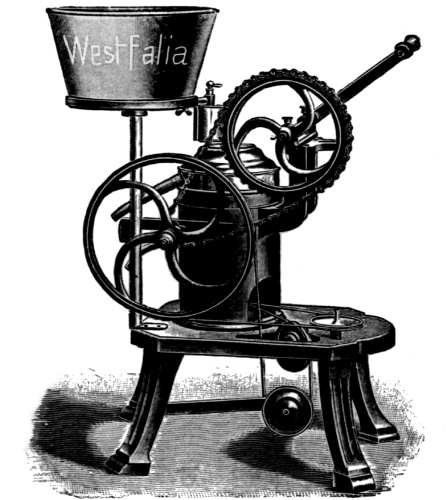
L'allemande Ramesohl & Schmidt oHG, 1893
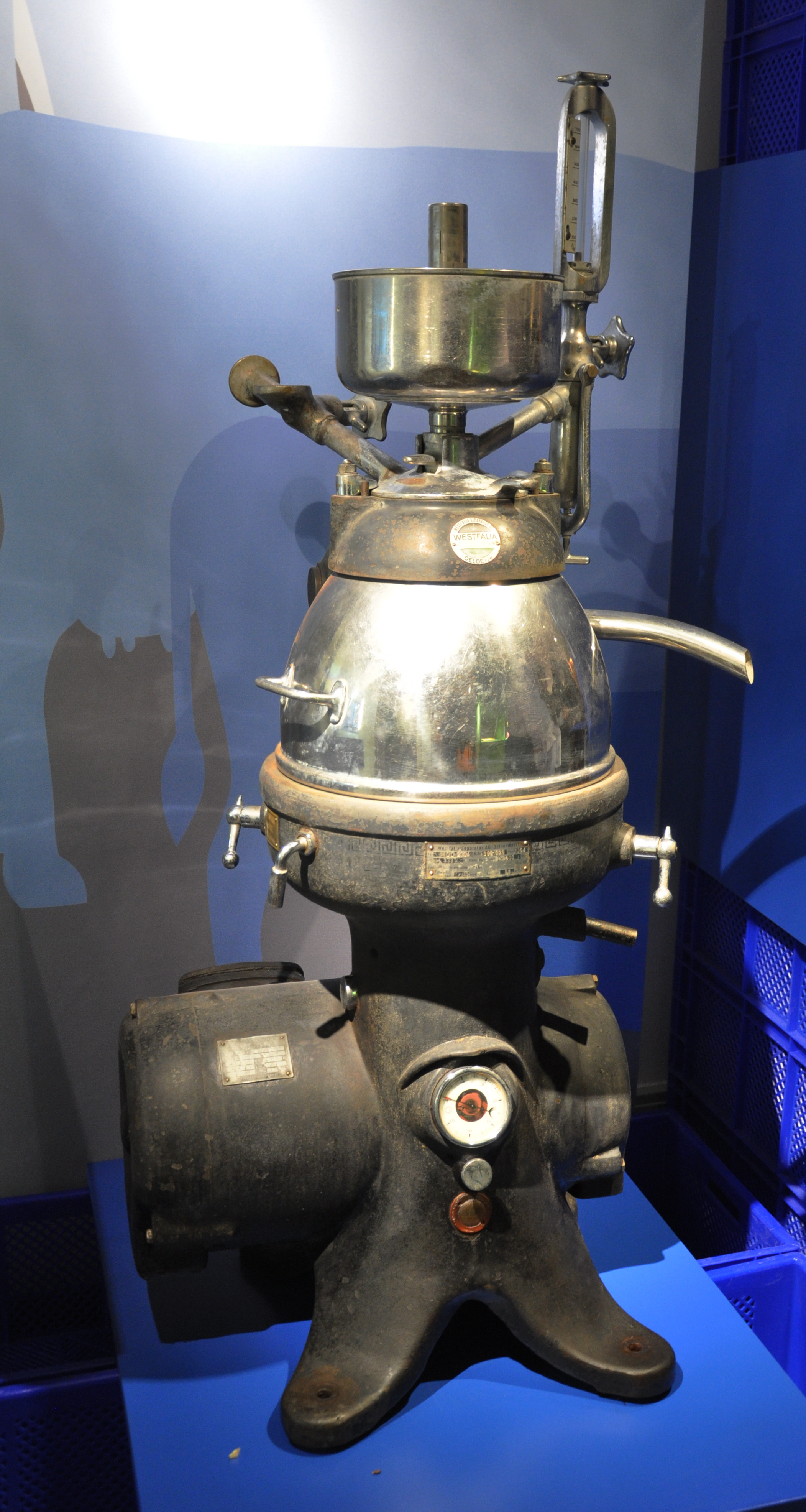
Une Westfalia Separator AG électrique, 1954
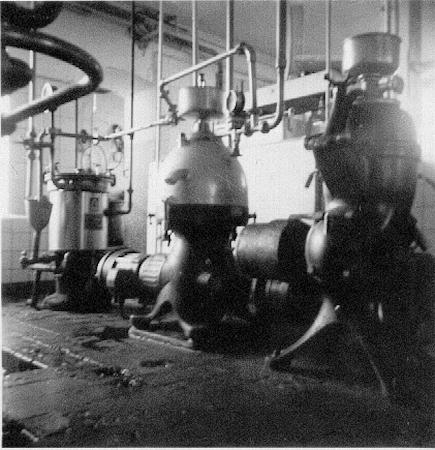
Séparateurs centrifuges, en Allemagne